# إدغار نورتن
إدغار نورتن (بالإنجليزية: Edgar Norton) هو ممثل أمريكي، ولد في 11 أغسطس 1868 بلندن في المملكة المتحدة، وتوفي في 6 فبراير 1953 في الولايات المتحدة.

## أعمال

### أفلام
- (1929) موكب الحب
- (1931) دكتور جيكل والسيد هايد
- (1939) ابن فرانكنشتاين

## وصلات خارجية
- إدغار نورتن على موقع IMDb (الإنجليزية)
- إدغار نورتن على موقع ألو سيني (الفرنسية)
- إدغار نورتن على موقع تيرنر كلاسيك موفيز (الإنجليزية)
- إدغار نورتن على موقع أول موفي (الإنجليزية)
- إدغار نورتن على موقع قاعدة بيانات برودواي على الإنترنت (الإنجليزية)
- إدغار نورتن على موقع قاعدة بيانات الأفلام السويدية (السويدية)
- إدغار نورتن على موقع قاعدة بيانات الفيلم (الإنجليزية)